# Матяж Розман
Матяж Розман (словен. Matjaž Rozman; нар. 3 січня 1987, Птуй) — словенський футболіст, воротар клубу «Целє» та молодіжної збірної Словенії.
Виступав також за клуби «Інтерблок» та «Рудар» (Веленє).
Дворазовий чемпіон Словенії. Дворазовий володар Кубка Словенії. Володар Суперкубка Словенії.

## Клубна кар'єра
Народився 3 січня 1987 року в місті Птуй. Вихованець юнацьких команд футбольних клубів «Драва» та «Алюміній».
У дорослому футболі дебютував 2006 року виступами за команду «Інтерблок», у якій провів чотири сезони, взявши участь у 78 матчах чемпіонату. За цей час двічі виборював титул володаря Кубка Словенії.
Протягом 2010—2011 років захищав кольори клубу «Гройтер II».
Своєю грою за останню команду привернув увагу представників тренерського штабу клубу «Рудар» (Веленє), до складу якого приєднався 2012 року. Відіграв за команду з Веленє наступні три сезони своєї ігрової кар'єри. Більшість часу, проведеного у складі «Рудара», був основним голкіпером команди.
Протягом 2015—2016 років захищав кольори клубу «Славен Белупо».
До складу клубу «Целє» приєднався 2016 року. Станом на 14 лютого 2025 року відіграв за команду із Целє 174 матчі в національному чемпіонаті.

## Виступи за збірну
Протягом 2007–2008 років залучався до складу молодіжної збірної Словенії. На молодіжному рівні зіграв у 5 офіційних матчах.

## Титули і досягнення
- Чемпіон Словенії (2):

«Публікум» (Цельє): 2019-2020, 2023-2024
- Володар Кубка Словенії (2):

«Інтерблок»: 2007-2008, 2008-2009
«Целє»: 2024-2025
- Володар Суперкубка Словенії (1):

«Інтерблок»: 2008